# The Silence of the Lambs (film)
The Silence of the Lambs is een Amerikaanse film, gebaseerd op het gelijknamige boek van Thomas Harris. De film handelt over seriemoordenaars met daarin centraal de figuur van Hannibal Lecter.
De film werd in 1991 uitgebracht en geregisseerd door Jonathan Demme, die hiervoor een Oscar heeft ontvangen. Jodie Foster - in de rol van Clarice Starling - en Anthony Hopkins - als Hannibal Lecter - wonnen ieder een Oscar voor hun hoofdrollen. Verder won de film nog Oscars voor het beste scenario en beste film. Met deze vijf Oscars heeft de film als een van drie de vijf meest prestigieuze Oscars gewonnen. De andere waren One Flew Over the Cuckoo's Nest uit 1975 en It Happened One Night uit 1934. De film was in totaal voor twaalf categorieën genomineerd.

## Het verhaal
Hannibal Lecter is een seriemoordenaar die opgesloten zit in een zwaarbeveiligde psychiatrische inrichting in Baltimore. Zijn bijnaam "Hannibal de Kannibaal" heeft hij te danken aan het feit dat hij letterlijk delen van zijn slachtoffers opat. Niettegenstaande deze afschuwelijke zijde is Hannibal tevens een uiterst intelligente en gesofisticeerde man. Hij stond hoog aangeschreven op de maatschappelijke ladder als uitmuntend psychiater vóór zijn opsluiting. Door zijn buitengewone profiel beslist de FBI hem te benaderen.
Het is de bedoeling zijn hulp te verkrijgen bij een andere lopende zaak, de zoektocht naar de actieve seriemoordenaar "Buffalo Bill". Hannibals inzicht in de menselijke geest van een seriemoordenaar zou een goede psychologische analyse kunnen opleveren betreffende Buffalo Bill en kunnen leiden naar diens arrestatie. Clarice Starling, een onervaren maar excellente jonge agente, krijgt de opdracht Hannibal te overtuigen mee te werken. De zaak betreffende Buffalo Bill ondergaat bovendien een stroomversnelling wanneer de dochter van een senator vermist wordt en waarschijnlijk het volgende slachtoffer zal zijn.
Hannibal is eerst terughoudend maar werkt hoe langer hoe meer mee. Hij voelt zich aangetrokken tot Clarice en ziet tevens de mogelijkheid hier zelf voordeel uit te kunnen verkrijgen. Dit is niet onterecht: uiteindelijk weet Hannibal te ontsnappen, een ontsnapping waarbij twee agenten vermoord worden op een voor Hannibal karakteristieke wijze. 
Starling analyseert Lecters aantekeningen en leidt daar uit af dat Buffalo Bill zijn eerste slachtoffer, Frederika Bimmel, een kleermaker uit Ohio, kende en volgt dit spoor. Starling bezoekt Bimmels huis en vindt onafgemaakte jurken en patronen die overeenkomen met stukken huid die van de slachtoffers zijn verwijderd. Terwijl de FBI een leegstaande woning in Illinois binnenvalt, ondervraagt Starling Bimmels kennissen en komt aan bij een huis waar Buffalo Bill zich voordoet als "Jack Gordon". Starling beseft wie hij is als ze een doodshoofdvlinder ziet, want bij verschillende slachtoffers was zo'n vlinder gevonden. 
Starling achtervolgt Buffalo Bill in zijn kelder en ontdekt dat Catherine gevangen zit in een droge put. Buffalo Bill achtervolgt haar in het donker met een nachtzichtbril, maar verraadt zijn positie door zijn revolver te spannen. Starling schiet blindelings en doodt hem. Catherine wordt gered en Starling studeert af aan de FBI Academie.
De relatie tussen Clarice en Hannibal is er een van wederzijds respect en loopt enigszins parallel. Ook Clarice voelt zich tot haar eigen verbazing aangetrokken tot de man. En ook zij verkreeg voordeel uit deze zaak: ze ontvangt een promotie wegens haar onmisbare bijdrage in het vangen van Buffalo Bill. 
Hannibal is nog steeds op de vlucht. De film sluit met een povere hoop: via de telefoon belooft Hannibal aan Clarice dat hij haar nooit enig kwaad zal doen als zij hem dan ook maar niet probeert op te sporen, doch zijn verlangen om andere mensen te vermoorden (en deels op te eten) is duidelijk niet weggeëbd.

## Rolverdeling
| Acteur          | Personage                |
| --------------- | ------------------------ |
| Jodie Foster    | Clarice Starling         |
| Anthony Hopkins | Dr. Hannibal Lecter      |
| Scott Glenn     | Jack Crawford            |
| Ted Levine      | Jame 'Buffalo Bill' Gumb |
| Anthony Heald   | Dr. Frederick Chilton    |
| Frankie Faison  | Barney Matthews          |
| Kasi Lemmons    | Ardelia Mapp             |
| Brooke Smith    | Catherine Martin         |
| Dan Butler      | Roden                    |

## Achtergrond

### Productie
Michelle Pfeiffer kreeg aanvankelijk de rol van Clarice Starling aangeboden, maar sloeg dit aanbod af omdat ze volgens eigen zeggen te nerveus was over de rol. Volgens Jonathan Demme waren er meer dan 300 kandidaten die auditie deden voor de rol van Clarice.
The Silence of the Lambs werd gedistribueerd door Orion Pictures; MGM bezit momenteel de rechten.

### Muziek
De filmmuziek werd gecomponeerd door Howard Shore.

### Ontvangst
Anthony Hopkins en Jodie Foster werden door veel critici geprezen om de manier waarop ze de rollen van Hannibal Lecter en Clarice Starling vertolkten. Voor hun respectievelijke rollen kregen ze allebei een Academy Award in 1992.
Bij de première was The Silence of the Lambs niet meteen een groot succes. De Oscarwinst leidde er echter toe dat veel mensen de film wilden zien, waardoor deze een sleeper hit werd, een film die op termijn wel heel succesvol blijkt. De uiteindelijke wereldwijde opbrengst van de film bedroeg 272.742.922 dollar. In de loop der tijd groeide hij uit tot een klassieker en is nog steeds zeer geliefd in lijstjes van 'Beste films aller tijden', zoals de Top 250 van de Internet Movie Database. Op Rotten Tomatoes scoort de film 96% aan positieve beoordelingen. De film is nadien erkend als een van de meest memorabele horrorfilms naast klassiekers als Psycho en Halloween.

## Prijzen en nominaties
The Silence of the Lambs won in 1992 vijf Academy Awards:
- Beste acteur (Anthony Hopkins)
- Beste actrice (Jodie Foster)
- Beste regisseur (Jonathan Demme)
- Beste film
- Beste scenario

De film won verder nog eens 39 andere prijzen, en werd voor 27 prijzen genomineerd. Onder de gewonnen prijzen bevinden zich:
- Saturn Awards voor beste acteur, beste horrorfilm, beste grime, en beste scenario
- De Silver Scream Award op het Filmfestival van Amsterdam
- BAFTA Film Award voor beste acteur en beste actrice
- De Blue Ribbon Award voor beste buitenlandstalige film
- De Golden Globe voor beste actrice
- Een Golden Screen
- De Hochi Film Award voor beste buitenlandstalige film
- Vier KCFCC Awards

### Erkenning door het American Film Institute
- AFI's 100 Years...100 Movies Nummer 65
- AFI's 100 Years...100 Thrills Nummer 5
- AFI 100 jaar... 100 helden en schurken:
  - Clarice Starling, Held nummer 6
  - Dr. Hannibal Lecter, Schurk nummer 1
- 2005, AFI's 100 Years... 100 Movie Quotes Nummer 21
  - "A census taker once tried to test me. I ate his liver with some fava beans and a nice Chianti."
- AFI's 100 Years... 100 Movies (10th Anniversary Edition) Nummer 74

## Vervolgen
- Hannibal (2001), met Hopkins opnieuw als Hannibal Lecter. In plaats van Jodie Foster speelt Julianne Moore Clarice Starling.
- Red Dragon (2002), met Hopkins wederom als Hannibal Lecter. Dit verhaal speelt zich af voor The Silence of the Lambs en werd eerder verfilmd als Manhunter.
- Hannibal Rising (2007), over de jeugd van Hannibal Lecter, hierin gespeeld door Gaspard Ulliel.